# Mieczysław Niedzielski

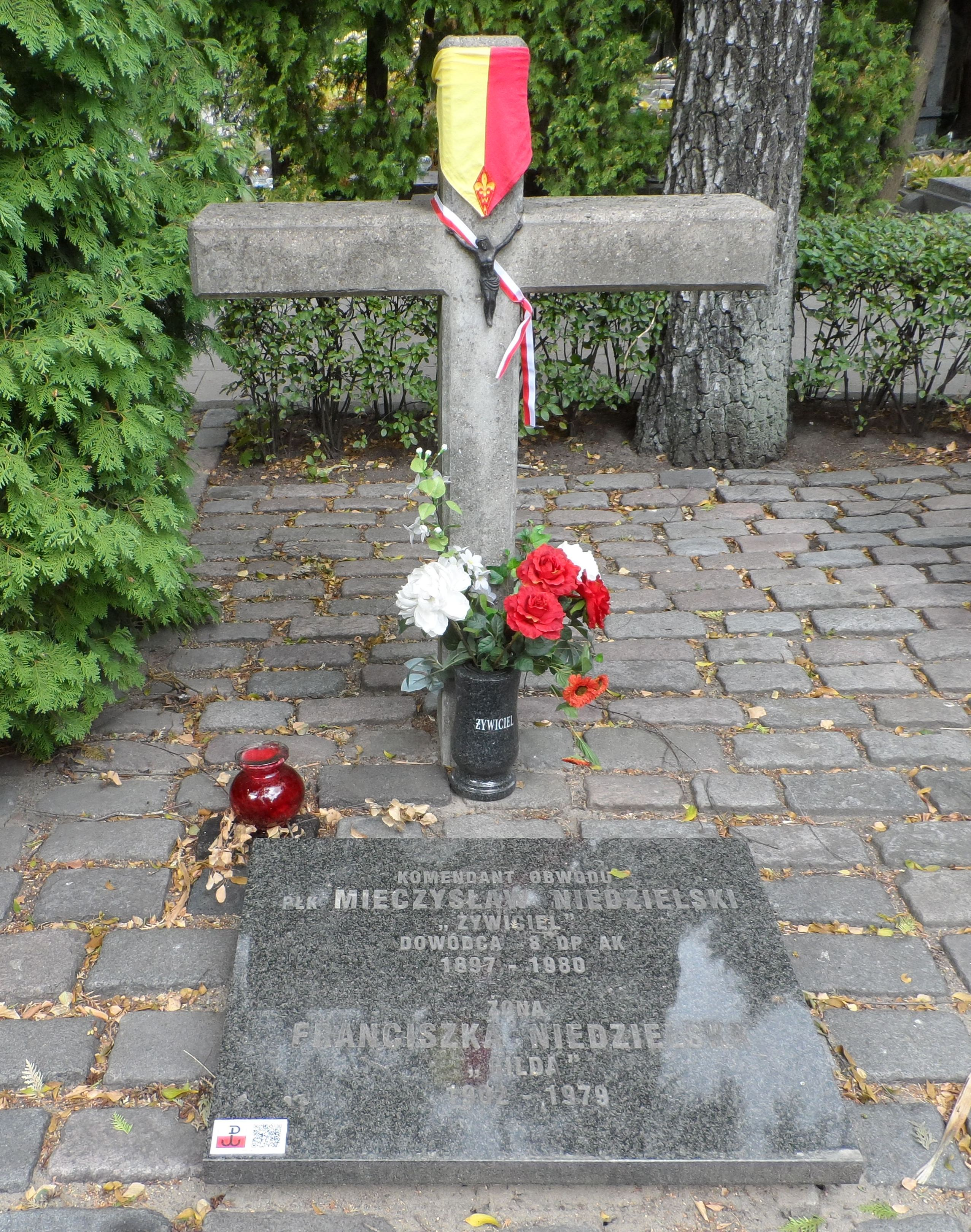
Grób płk. Niedzielskiego oraz jego żony Franciszki w kwaterze „Żywiciela” na Powązkach Wojskowych

Mieczysław Roman Niedzielski, ps. „Żywiciel”, „Wojciechowski”, „Boruta”, „Papuga”, „Sadownik” (ur. 9 sierpnia 1897 w Jeziornie, zm. 18 maja 1980 w Chicago) – pułkownik saperów Wojska Polskiego, od 1940 dowódca II Obwodu Armii Krajowej Obwodu Żoliborz, dowódca obrony Żoliborza w powstaniu warszawskim, od września 1944 dowódca 8 Dywizji Piechoty AK im. Romualda Traugutta.

## Życiorys
Mieczysław Roman Niedzielski urodził się 9 sierpnia 1897 roku w Jeziornie, w rodzinie Aleksandra (zm. 1921) i Heleny Sabelman. Do czerwca 1914 roku uczył się w Szkole Zgromadzenia Kupców miasta stołecznego Warszawy. Po ukończeniu szóstej klasy pracował jako biuralista. Od 1915 roku ochotniczo służył w armii rosyjskiej, a od grudnia 1917 roku do kwietnia 1918 roku w szwadronie konnych saperów I Korpusu Polskiego w Rosji.
Od stycznia 1919 roku w Wojsku Polskim. Początkowo w 1 pułku inżynieryjnym. Od czerwca do lipca 1919 roku dowodził plutonem saperów. Od lipca 1919 roku dowodził patrolem minerskim przydzielonym do 4 pułku ułanów, a następnie do 11 pułku ułanów na linii demarkacyjnej z Niemcami i Litwą. Od kwietnia 1920 roku ponownie dowódca plutonu w II batalionie saperów 1 pułku inżynieryjnego, przemianowanym na III batalion saperów.
W 1921 roku ukończył kurs pontonowy w Modlinie i wojskowe kursy maturalne, uzyskując w marcu 1923 roku świadectwo dojrzałości. Od kwietnia 1923 roku ponownie w III batalionie saperów.
Od stycznia do sierpnia 1924 roku był słuchaczem kursu doszkolenia w Kościuszkowskim Obozie Szkolnym Saperów w Warszawie. Po ukończeniu kursu został przydzielony do Batalionu Maszynowego Saperów w Nowym Dworze Mazowieckim. Był tam kolejno: dowódcą plutonu, od sierpnia 1925 roku pełniącym obowiązki dowódcy kompanii, od października 1926 roku instruktorem w szkole podoficerskiej, od marca 1927 roku ponownie pełniącym obowiązki dowódcy kompanii, od listopada 1928 roku pełniącym obowiązki kwatermistrza batalionu elektrotechnicznego.
18 lutego 1930 roku awansował na kapitana ze starszeństwem z dniem 1 stycznia 1930 roku i 9. lokatą w korpusie oficerów inżynierii i saperów. Od 1931 roku był kierownikiem Biura Handlowo-Administracyjnego w Wojskowym Instytucie Badań Inżynieryjnych, a od grudnia 1934 roku, w Biurze Badań Technicznych Broni Pancernych. W kampanii wrześniowej, w stopniu majora, dowodził kompanią reflektorów przeciwlotniczych nr 17, zmobilizowaną 24 sierpnia 1939 roku w batalionie elektrotechnicznym. Od 1 września dowodzona przez niego kompania uczestniczyła w obronie Warszawy (zob. Obrona Przeciwlotnicza Warszawy). 6 września na czele kompanii wyruszył do Lublina. 11 września 1939 roku wyjechał do Lwowa, pozostawiając kompanię w drodze na Tomaszów Lubelski.
Podczas okupacji działał w warszawskiej konspiracji – od 1940 w ZWZ i po jego przekształceniu w AK. Od wiosny 1940 był komendantem Obwodu Żoliborz. Rozkazem L.65/BP z 11 listopada 1942 r. awansowany na stopień podpułkownika służby stałej.
W nocy z 1 sierpnia 1944 r. na 2 sierpnia wycofał dowodzone przez siebie oddziały z Żoliborza do Puszczy Kampinoskiej. 2 sierpnia na rozkaz płk. Chruściela - dowódcy sił powstańczych w Warszawie, powraca ze swoimi siłami na Żoliborz. Po ciężkich walkach z Niemcami w okolicy kolonii „Zdobycz Robotnicza” wydaje polecenie pozostawienia ciężko rannych i kontynuowania przebijania się na Żoliborz (co doprowadza do konfliktu z niektórymi dowódcami jego oddziałów). Dowodził obroną Żoliborza. Podczas powstania warszawskiego ranny: 23 i 30 września. 20 września został mianowany dowódcą 8 Dywizji Piechoty AK im. Romualda Traugutta. Obrona Żoliborza, którą dowodził, trwała do 30 września 1944. Na kapitulację zgodził się dopiero po osobistej interwencji płk. Karola Ziemskiego „Wachnowskiego”.
Erich von dem Bach-Zelewski podczas procesu norymberskiego w styczniu 1946, powiedział o Mieczysławie Niedzielskim:

Chciałbym zwrócić uwagę na dowódcę odcinka z Żoliborza. Z nim w ogóle nie mogłem rozpocząć negocjacji. Każda jego odpowiedź była dla mnie obraźliwa. To był bohater. Ten człowiek był fanatykiem

2 października 1944 odznaczony rozkazem dowódcy AK Krzyżem Srebrnym Orderu Wojennego Virtuti Militari. 24 września 1944 r. komendant Okręgu Warszawskiego Armii Krajowej gen. Antoni Chruściel „Monter” przedstawił go do awansu na pułkownika służby stałej.
Po kapitulacji powstania pozostawał w niewoli niemieckiej w obozach: Stalag XI A Altengrabow, Stalag X B Sandbostel. Znalazł się w grupie 29 oficerów (m.in. płk. Karola Ziemskiego „Wachnowskiego”) oskarżonych o zamiar opanowania obozu. Przekazany Gestapo, został osadzony w obozie koncentracyjnym Neuengamme. Życie uratowała mu interwencja hrabiego Folke Bernadotte u Heinricha Himmlera. Został wysłany do Oflag X C Lübeck, gdzie w maju 1945 został uwolniony przez wojska brytyjskie.
Po wojnie pozostał na emigracji. Od 1 stycznia 1946 mianowany pułkownikiem. W 1947 wyjechał do Stanów Zjednoczonych, gdzie pracował jako robotnik fizyczny. Zmarł w szpitalu w Chicago. Prochy zostały sprowadzone do Polski w 1992 i pochowane w kwaterze powstańczej Cmentarza Wojskowego na Powązkach w Warszawie (kw. A28-14-1, tzw. kwatera „Żywiciela”).

## Ordery i odznaczenia
- Krzyż Srebrny Orderu Wojennego Virtuti Militari nr 11785 (2 października 1944)[9]
- Krzyż Walecznych (1921)
- Medal Niepodległości (23 grudnia 1933)[10]
- Medal Zwycięstwa (Médaille Interalliée)[11]
- Medal 10 Rocznicy Wojny Niepodległościowej (Łotwa)[12]